# 쐐기풀나비
쐐기풀나비(small tortoiseshell)는 네발나비과의 곤충이다. 아나톨리아, 중앙아시아, 시베리아, 중국, 몽골, 한국, 일본등에 분포한다. 이름처럼 애벌레는 쐐기풀을 먹는다.

## 아종
- A. u. urticae (Linnaeus, 1758) 유럽, 시베리아 서부, 알타이르
- A. u. polaris (Staudinger, 1871) 북유럽, 시베리아, 극동러시아
- A. u. turcica (Staudinger, 1871) 남유럽, 캅카스, 투르크메니스탄, 중앙아시아
- A. u. baicalensis (Kleinschmidt, 1929) 사얀 산맥, 시베리아 연방지구 자바이칼 지방
- A. u. eximia (Sheljuzhko, 1919) 아무르, 우수리 지역
- A. u. stoetzneri (Kleinschmidt, 1929) 쓰촨성
- A. u. kansuensis (Kleinschmidt, 1940) 중국 남-서부
- A. u. chinensis Leech, 1893 한국, 중국, 일본
- A. u. connexa (Butler, 1882) 우수리강 남부, 사할린 남부, 쿠릴 열도, 일본

## 사진

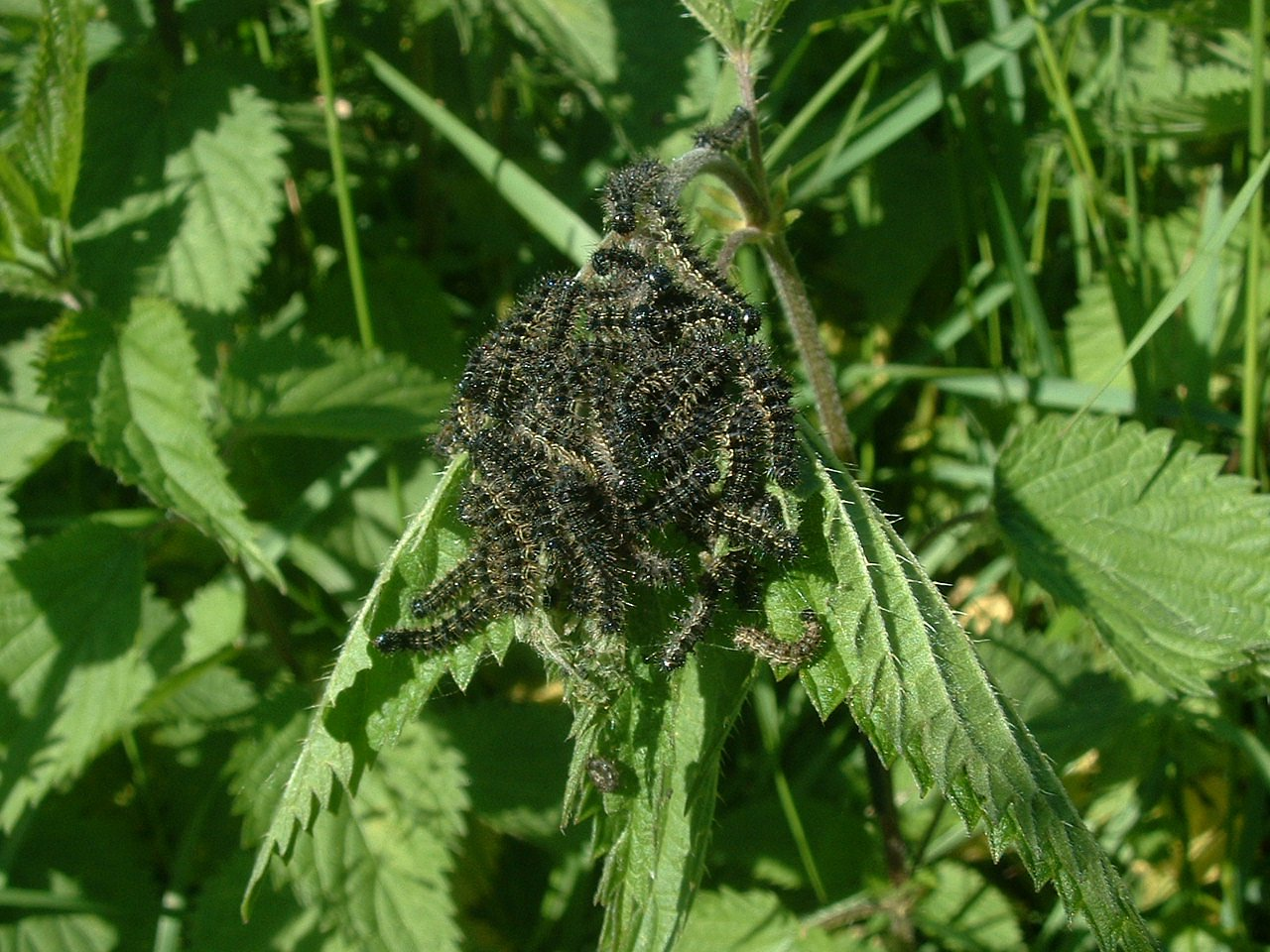
무리를 짓는 어린 애벌레
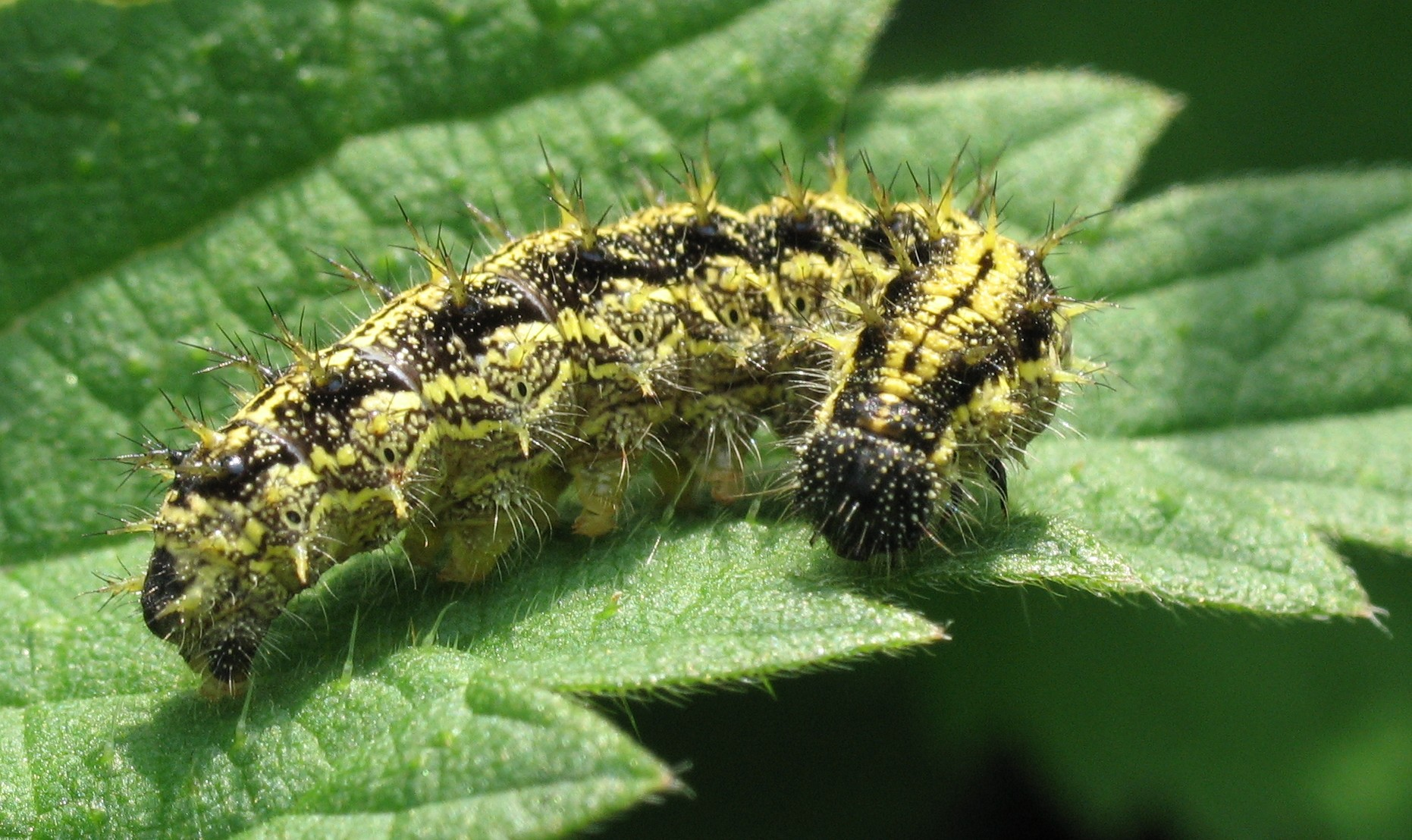
혼자 사는 자란 애벌레
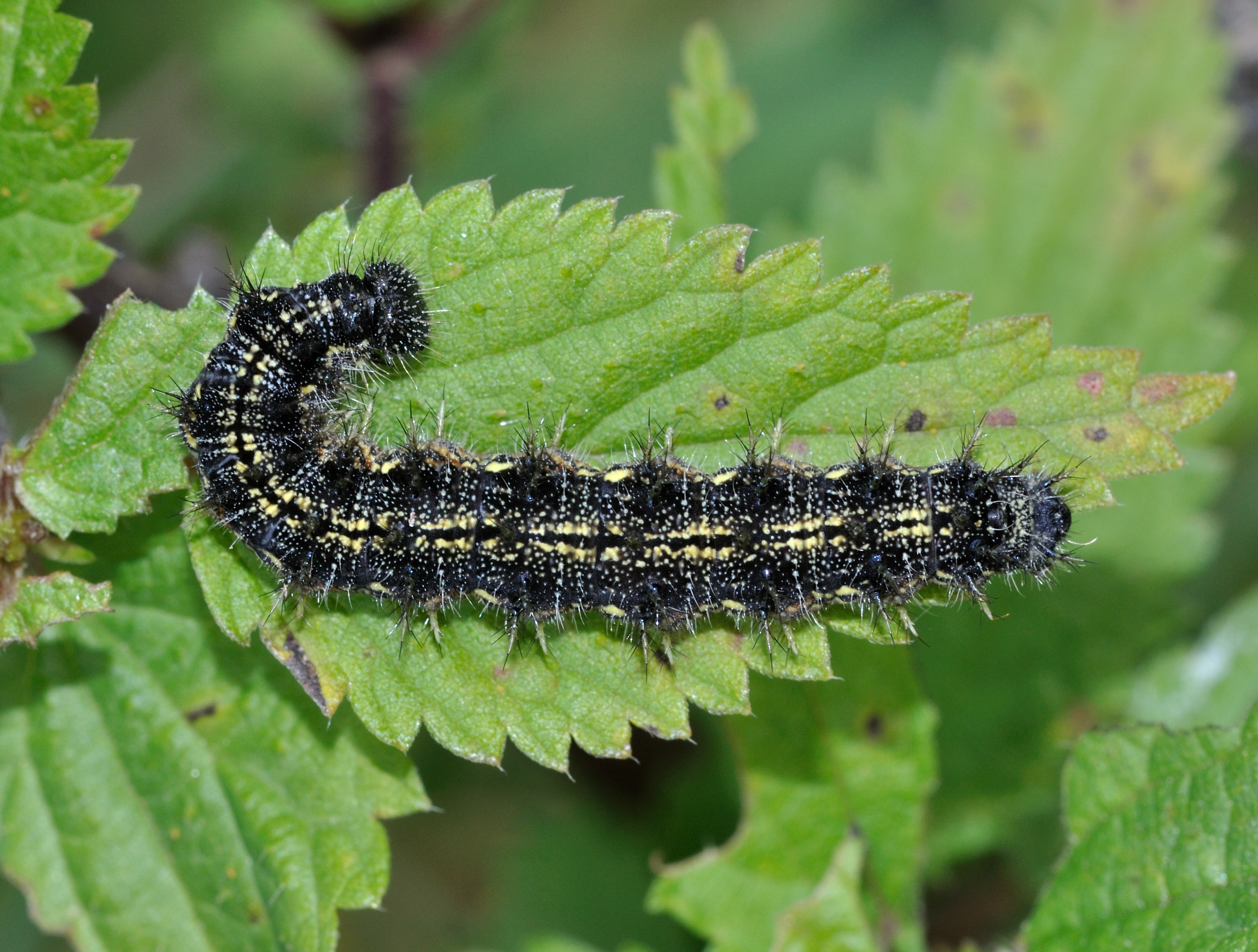
쐐기풀에 있는 애벌레. 독일 오버우어젤
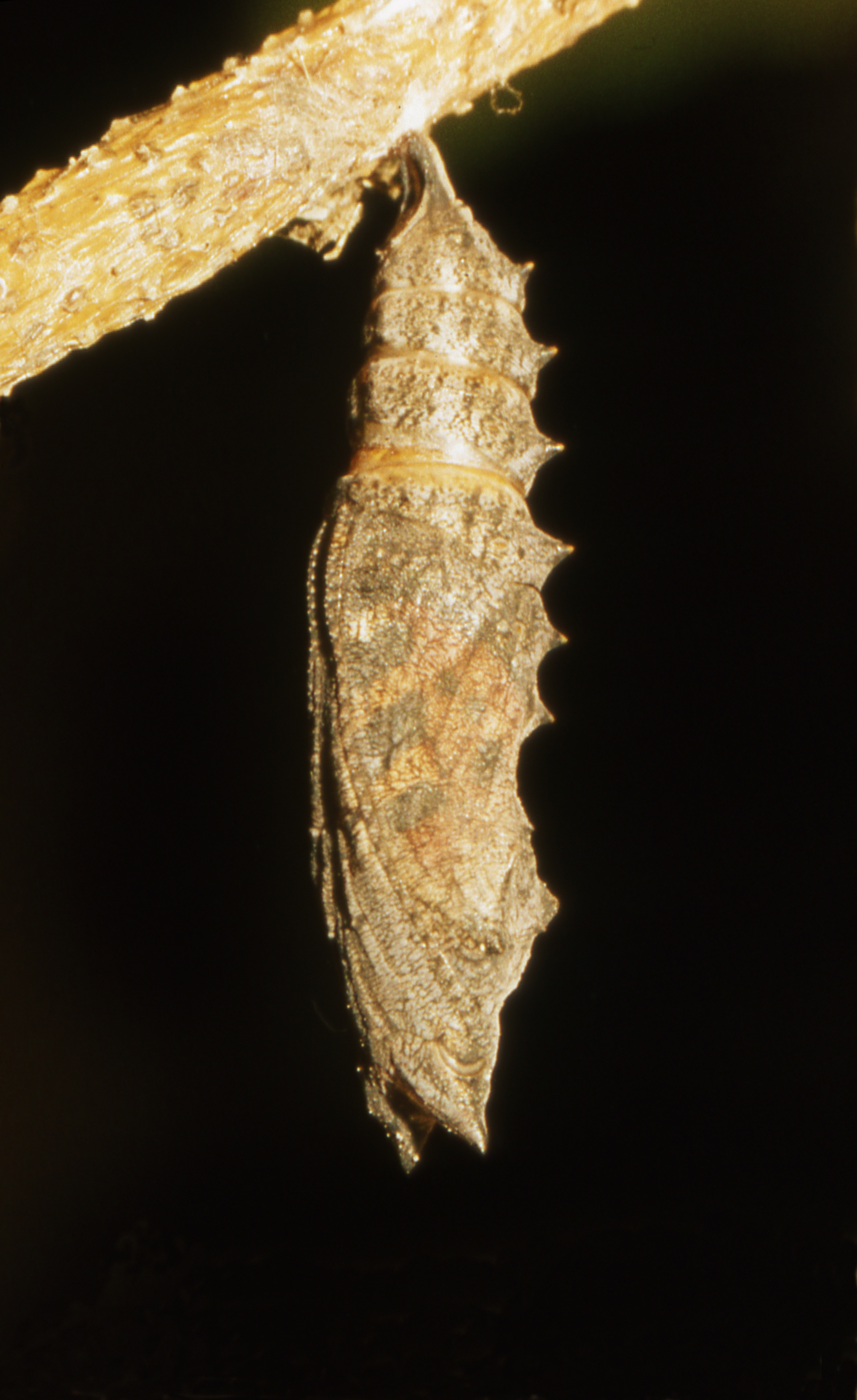
우화 직전의 번데기
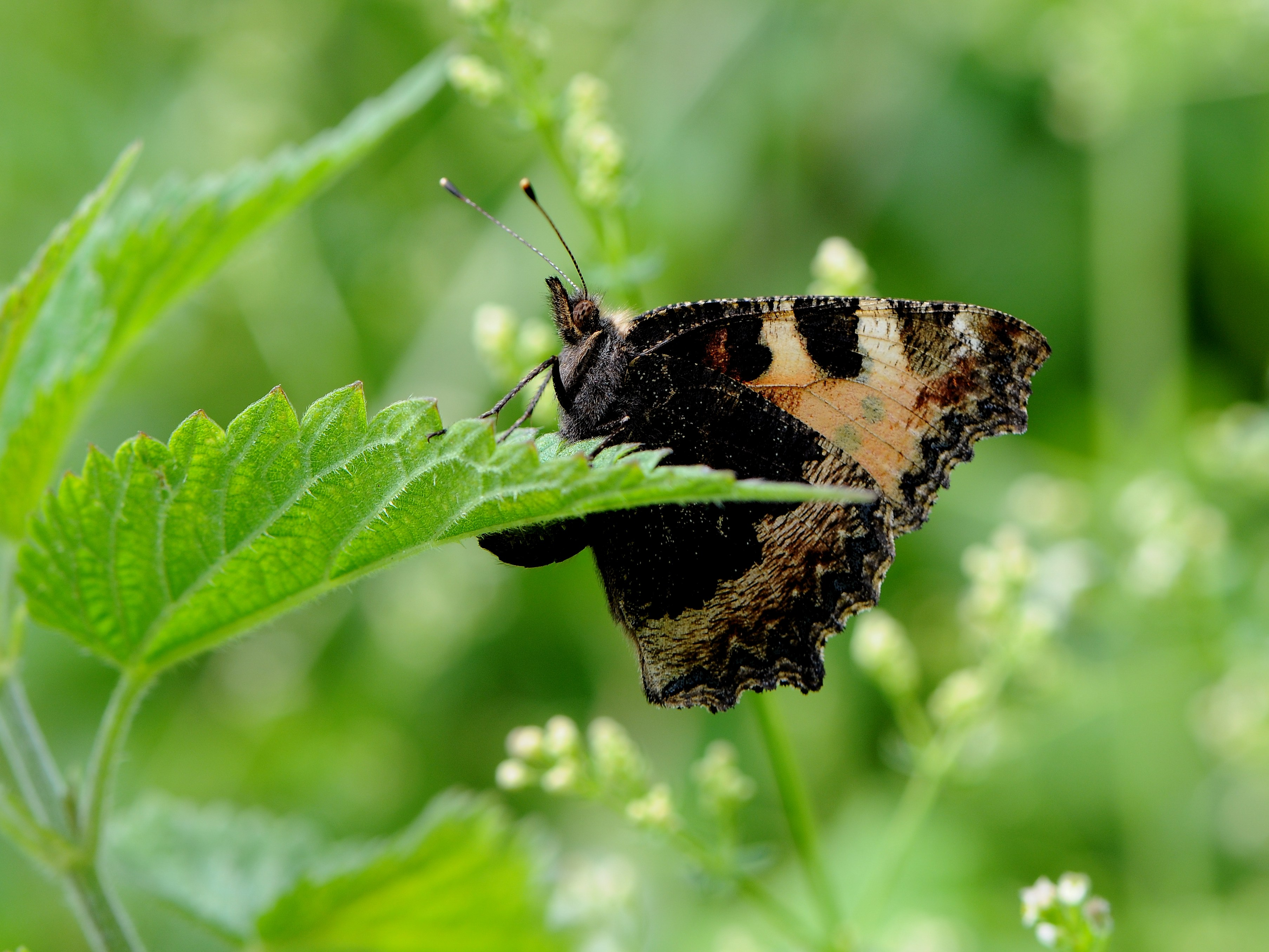
알을 낳는 암컷
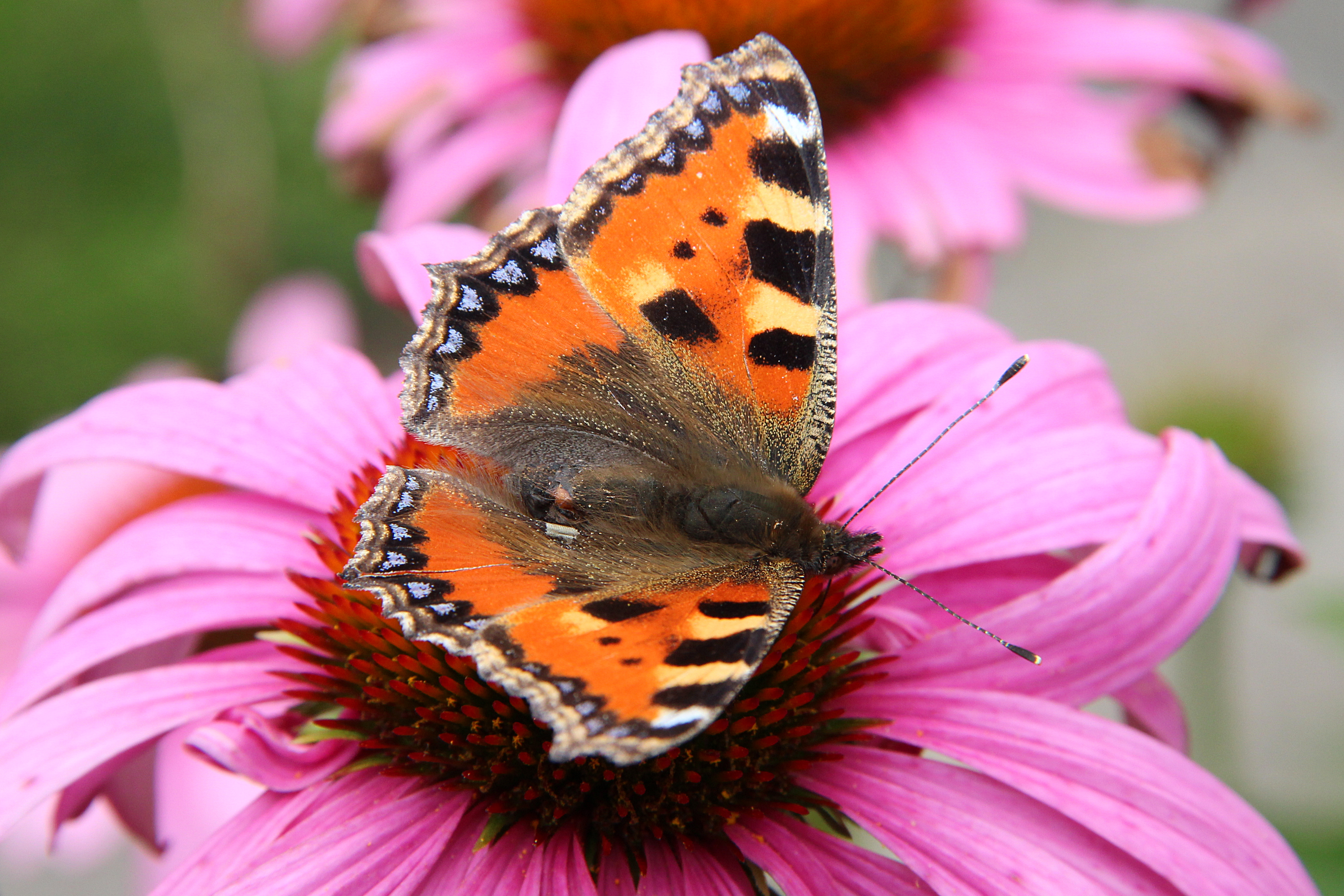
벨기에의 쐐기풀나비
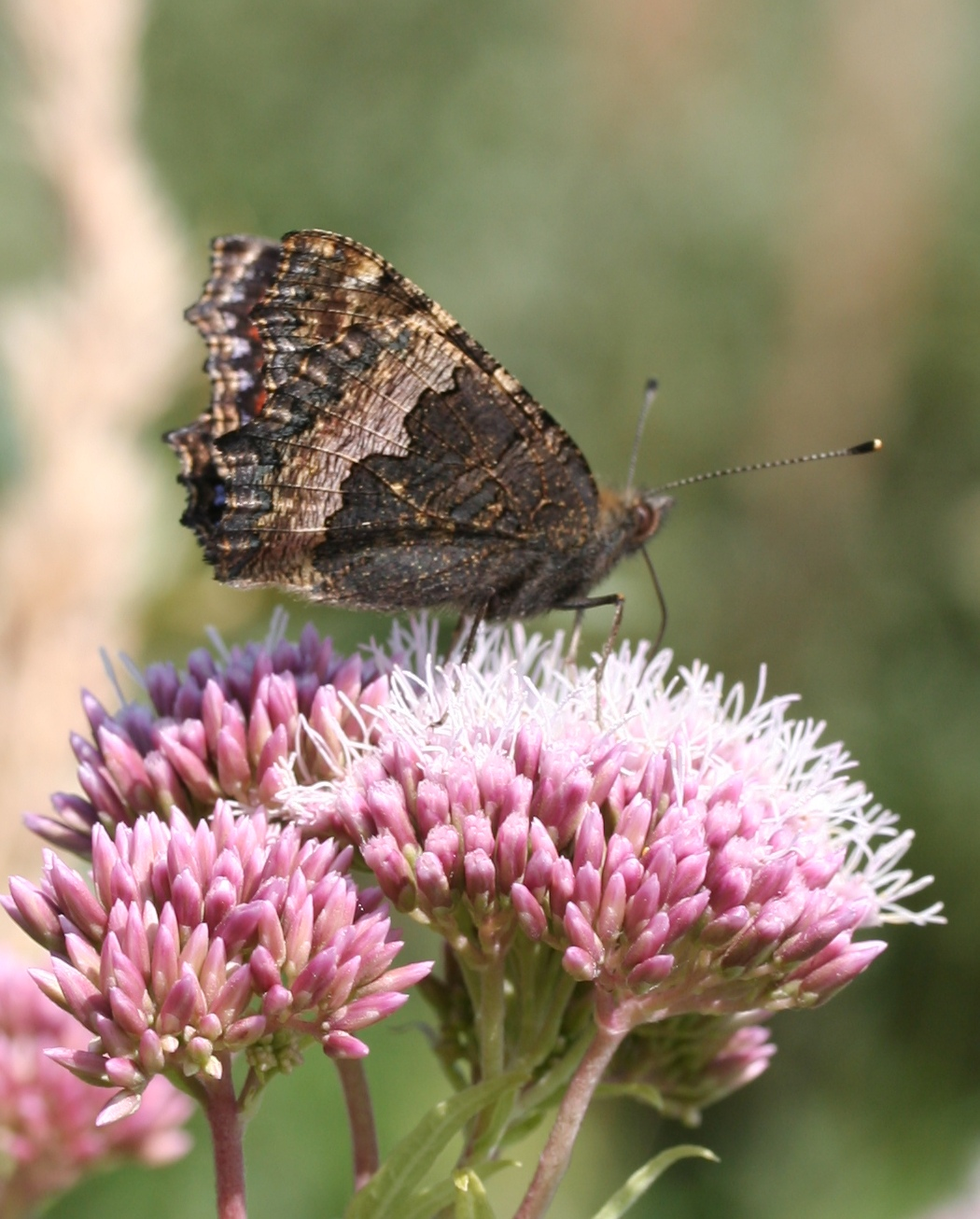
날개 아래면